# Cecilie Redisch Kvamme
Cecilie Redisch Kvamme (* 11. September 1995 in Bergen) ist eine norwegische Fußballspielerin, die von 2019 bis 2021 für West Ham United spielte und danach zum IL Sandviken zurückkehrte. Zwischen 2019 und 2021 wurde sie fünfmal in der norwegischen Fußballnationalmannschaft der Frauen eingesetzt.

## Werdegang

### Verein
Kvamme spielte ab 2010 für Tertnes in der 4. Division und 2012 in der 3. Division. 2012 wechselte sie zum Erstligisten Arna-Bjørnar und spielte für diesen bereits 2012 mit 16 Jahren in der 1. Mannschaft, aber auch noch bis 2013 in der U-19-Mannschaft, sowie zweimal in der zweiten Mannschaft. Nach drei Spielzeiten als Ligadritter fiel der Verein 2015 ins Tabellenmittelfeld und konnte erst 2018 wieder den dritten Platz erreichen. Zur Saison 2019 wechselte sie zum Ligakonkurrenten IL Sandviken. Nach der WM erfolgte ein weiterer Wechsel zum englischen Verein West Ham United in die FA Women’s Super League. Nach zwei Spielzeiten in England kehrte sie zurück zum IL Sandviken und konnte mit der Mannschaft in der Saison 2021 die erste Meisterschaft der Vereinsgeschichte feiern. Zudem stand sie mit ihrem Team im Finale des norwegischen Fußballpokals, wo sie im Ullevaal-Stadion der Mannschaft von Vålerenga Oslo mit 1:2 unterlagen.

### Nationalmannschaft
Kvamme nahm mit der U-17-Mannschaft im März 2012 in ihrer Heimat an der zweiten Qualifikationsrunde zur U-17-Fußball-Europameisterschaft der Frauen 2012 teil. Die Norwegerinnen konnten den Heimvorteil aber nicht nutzen und verloren das entscheidende Spiel gegen Frankreich mit 0:4. Im Juli 2014 hatte sie zwei Einsätze bei der U-19-Fußball-Europameisterschaft der Frauen 2014 in ihrer Heimat, für die die Norwegerinnen automatisch qualifiziert waren, aber im Halbfinale an Spanien scheiterten. Danach spielte sie noch 18-mal für die U-23-Mannschaft.
Am 22. Januar 2019 spielte sie mit 23 Jahren bei der 0:1-Niederlage in La Manga (Spanien) gegen Kanada erstmals für die Norwegische Fußballnationalmannschaft der Frauen. Sie wurde in der 36. Minute eingewechselt. Im darauf folgenden ersten Gruppenspiel des Algarve-Cup 2019 gegen Dänemark stand sie dann in der Startelf, wurde aber in der 78. Minute ausgewechselt. Auch im zweiten Gruppenspiel gegen China stand sie zu Spielbeginn auf dem Platz, diesmal bis zur 59. Minute. Im Finale und auch im letzten Spiel vor der WM-Kadernominierung wurde sie dann nicht eingesetzt. Am 2. Mai wurde sie als eine von zwei Feldspielerinnen mit nur drei Länderspielen für die WM 2019 nominiert, bei der sie aber nicht eingesetzt wurde. Im April 2021 kam sie noch zu zwei Einsätzen in Freundschaftsspielen.

## Erfolge
Verein
- Norwegische Meisterschaft: 2021, 2022
- Norwegische Pokalsiegerin: 2022

Nationalmannschaft
- Algarve-Cup: 2019